# Червоний острів (фільм)
«Червоний острів» — радянський художній фільм, знятий в 1991 році режисером Олександром Феньком за мотивами п'єс «Багряний острів», «Театральний роман», «Іван Васильович», «Мольєр», повісті «Д'яволіада» і ряду ранніх оповідань  Михайла Булгакова.

## Сюжет
Після бурхливо проведеного вечора письменник Поляков, що розчарувався в житті і замучений похміллям, зібрався покінчити з собою. Редактор зі звичками Мефістофеля Рудольфі, що з'явився в цей самий момент, запропонував видати роман Полякова, проте незабаром зник. Залишившись один перед обличчям фантасмагоричної для нього радянської літературної бюрократії, письменник захворів. Тепер єдина його надія — дозвіл всесильного цензора Головреперткома Сави Лукича на постановку п'єси «з тубільного життя». Власне п'єсі (точніше, її фінальному акту) і виділені останні півгодини фільму і його відкритий фінал.

## У ролях
- Олександр Феклістов —  Сергій Поляков / Мольєр
- Діана Костріцина — головна роль
- Андрій Болтнєв —  Рудольфі / лікар
- Гражина Байкштіте —  мумія
- Авангард Леонтьєв —  Сава Лукич / Людовик XIV
- Едуард Марцевич —  Геннадій Панфілович / архієпископ
- Юрій Медведєв —  управдом
- Тадеуш Кокштис — епізод
- Володимир Січкар —  Ян Собеський
- Андрій Кашкер —  Петро / слуга Мольєра Бутон
- Христина Федорович — епізод
- Олександр Тихонович — епізод
- Катерина Заболотна — епізод
- Іван Васильченко — епізод
- Валентина Петрачкова —  сусідка / прислуга
- Владислав Демченко —  актор трупи Мольєра
- Евеліна Сакуро — епізод
- Євген Шипіло — епізод
- Юрій Шликов — епізод
- Юрій Галкін — епізод
- Валерія Ліходєй — епізод
- Семен Фарада —  Метьолкін
- Тетяна Васильєва —  Катерина Іванівна / леді Гленарван / Августа Менажракі
- Інна Нахай (Бушнак) —  танцівниця
- Володимир Корпусь —  член зборів

## Знімальна група
- Режисер:  Олександр Фенько
- Сценарист:  Олександр Фенько
- Оператор-постановник: Володимир Калашников
- Художник-постановник:  Олександр Тихонович
- Художник-декоратор:  Іван Рогатень
- Звукооператор: Гернард Басько
- Костюми:  Наталія Сардарова, Т. Буцик
- Монтаж: Олена Коловська
- Грим: Г. Храпуцький, Г. Косигіна
- Режисерська група: А. Федорович, І. Купчінова, Н. Пенкрат, Е. Закржевська
- Оператор:  Ігор Бєлокопитов
- Цветоустановщік: Т. Єрхов
- Майстер по світлу: А. Пітиримов
- Адміністративна група: А. Волков, О. Сало
- Директор: Степан Терещенко
- Композитор: Ольга Криволап
- Ансамбль ударних інструментів під керівництвом  Марка Пекарського